# きときと君
きときと君（きときとくん）は、富山県のPRマスコットキャラクターである。立山をモチーフとしている。また、付随キャラクターとしてぶりと君（ぶりとくん）がおり、富山湾のブリをモチーフとし北陸新幹線のE7・W7系のラインカラーが描かれている。

## 概要
名前の「きときと」とは富山弁で「新鮮な」若しくは「活きのいい」という意味である。
元々は第23回全国スポーツ・レクリエーション祭（スポレクとやま）のマスコットキャラクターであったのだが、2011年（平成23年）4月より「元気とやまマスコット」として採用され、富山県のPRマスコットキャラクターとして活躍している。また、2017年（平成29年）5月の第68回全国植樹祭のシンボルマークや、第31回全国健康福祉祭とやま大会（ねんりんピック富山2018）の大会マスコットに起用されている。また、2015年（平成27年）3月14日に北陸新幹線の長野 - 金沢間延伸開業の際にはぶりと君と共に「北陸新幹線富山県開業PRマスコットキャラクター」にも起用された。
きときと君は、2013年（平成25年）9月13日に商標登録されている（第5615012号）。また、お供のぶりと君も同日に商標登録されている（第5615013号）。

## プロフィール
- 出身地：富山県
- 誕生日：11月28日（射手座）[7]
- 身長：立山の1500分の1（2頭身）[7] - 約2.01メートル
- 体重：ブリ5本分くらい[7]
- 性格：好奇心旺盛で、実は目立ちたがりやさん[7]
- 好きな食べ物：富山のお米と海の幸・山の幸[7]
- 好きな言葉：「きときと!」[7]